# The Legend of Zelda: Breath of the Wild
The Legend of Zelda: Breath of the Wild (ゼルダの伝説 ブレス オブ ザ ワイルド  Zeruda no Densetsu Buresu obu za Wairudo?, tdl. «La leyenda de Zelda: El aliento de la naturaleza») es un videojuego de acción-aventura de 2017 de la serie The Legend of Zelda, desarrollado por la filial Nintendo EPD en colaboración con Monolith Soft y publicado por Nintendo para las consolas Wii U y Nintendo Switch. Es la decimoctava entrega de la serie y la tercera en utilizar gráficos en alta definición. Se lanzó el 3 de marzo de 2017 para Wii U (siendo el último juego publicado por Nintendo en salir para dicha consola) y Nintendo Switch.
El jugador controla a Link, que despierta en un mundo postapocalíptico después de estar cien años durmiendo para derrotar a Ganon y salvar al reino de Hyrule. A diferencia de los otros títulos predecesores de la serie, el juego presenta un mundo abierto que le permite al jugador encontrar distintas maneras de completar un objetivo y que la historia pueda ser completada de forma no lineal.
La idea original de la distribuidora era lanzar el juego en 2015, no obstante, en marzo de dicho año, el productor Eiji Aonuma declaró que los objetivos de la empresa habían cambiado y ya no buscaban lanzar el juego en ese año, retrasándolo para 2016. Tras unos meses sin anuncios sobre el título, Nintendo anunció su retraso hasta 2017, así como que también el juego sería presentado formalmente en la E3 2016. El juego fue presentado a través de su respectivo tráiler en la E3, siendo este el eje central de la presentación de Nintendo.
Desde la primera presentación pública, Breath of the Wild fue recibido positivamente por la crítica. Luego de su lanzamiento, el juego fue elogiado por la crítica y los fanáticos de la franquicia. Resultó ganador de tres premios en los The Game Awards 2017, incluyendo juego del año. La libertad para completar objetivos de manera no lineal e interactividad que ofrece el título lo llevaron a ser catalogado como el juego más completo de la serie, y uno de los mejores videojuegos de todos los tiempos.

## Argumento

### Ubicación en la serie

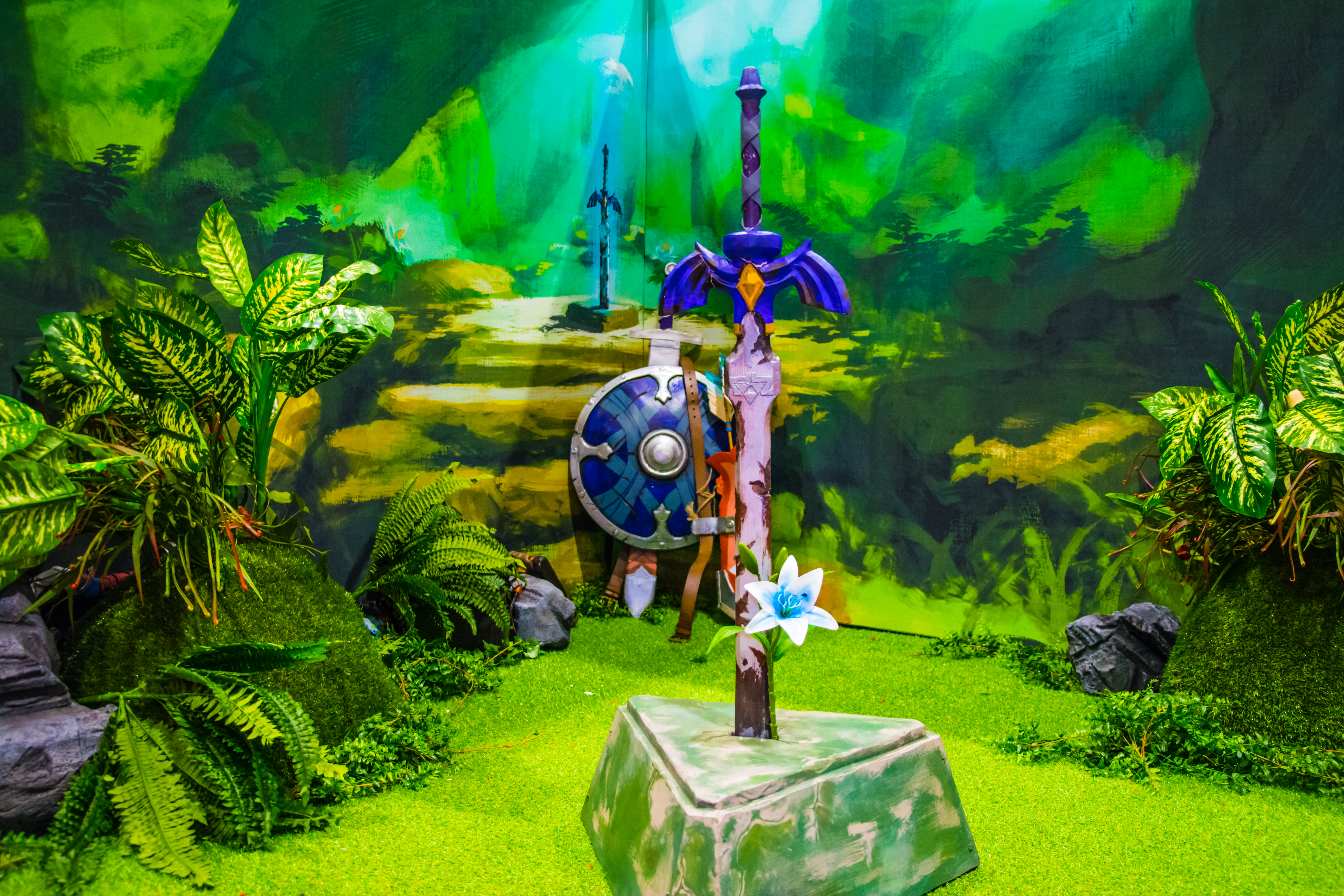
Escenario de Breath of the Wild con la Espada Maestra en el MCM Comic Con 2017 de Londres.

Breath of the Wild es la décima octava entrega de la saga The Legend of Zelda. Cuando el videojuego es lanzado, no es ubicado en la línea de tiempo oficial de la saga, según en palabras de su creador porque «las personas disfrutaban imaginando la historia». Sin embargo, en agosto de 2018 Nintendo lo vuelve a colocar en la cronología oficial. Los eventos de Breath of the Wild toman lugar al final de la cronología oficial, pero sin tener relación con las tres líneas de tiempo alternativas.

### Sinopsis

El mapa de Hyrule de The Legend of Zelda: Breath of the Wild.

Diez mil años antes del comienzo del juego, Hyrule es una civilización avanzada que construyó cuatro enormes máquinas con formas de animales llamadas bestias divinas y una legión de guardianes para protegerse de Ganon. Cuando Ganon regresó, fue derrotado por una princesa con la ayuda de los cuatro campeones y un caballero.
Unos nueve mil novecientos años después, los habitantes de Hyrule se enteraron por medio de una profecía de que se avecinaba el «Gran Cataclismo». La princesa Zelda entrena para despertar su poder y sellar a Ganon, Link es elegido como el portador de la Espada Maestra, mientras que Daruk, Revali, Mipha y Urbosa son elegidos para pilotar a las bestias divinas. Sin embargo, Ganon ideó un plan para contrarrestar los intentos defensivos, corrompiendo a todas las máquinas, matando a los campeones y diezmando al reino. Link queda gravemente herido en la batalla y es llevado a una cámara de resurrección conocida como el santuario de la vida, mientras que Zelda usa su magia para atrapar a Ganon.
Transcurren cien años y Link despierta sin memoria de la cámara en un reino posapocalíptico devastado, al salir del santuario conoce a un anciano que se revela a sí mismo como el espíritu del rey Rhoam. El rey le explica que Zelda ha estado en una batalla en el castillo de Hyrule y que su poder se está desvaneciendo, por lo que le ruega a Link que derrote a Ganon antes de que se libere y destruya el mundo.
Tras la petición del rey, Link emprende un viaje a través de todo Hyrule para recuperar sus memorias. Con la ayuda de las tribus del reino aborda las bestias divinas para derrotar a las manifestaciones de Ganon que derrotaron a los campeones cien años antes y liberar sus espíritus. Después de obtener la Espada Maestra, Link se dirige al castillo de Hyrule para derrotar a Ganon con la ayuda de las bestias divinas.

### Personajes

#### Principales
- Link (リンク Rinku?): Es un soldado hyliano del ejército de Hyrule que es elegido por la Espada Maestra para combatir a Ganon y designado por el rey de Hyrule como el caballero de la princesa Zelda.[27] Durante el «Gran Cataclismo» es derrotado y enviado a una cámara de resurrección. Después de despertar de un sueño de cien años ha perdido sus memorias, pero con ayuda de Zelda las recupera y se enfrenta a Ganon en una pelea.[23]
- Zelda (ゼルダ Zeruda?, voz de Patricia Summersett en EE. UU.,[28] Jessica Ángeles en Hispanoamérica):[29] Es la princesa de Hyrule e hija del rey Rhoam. Ella emprende una travesía por todo Hyrule para investigar las reliquias y entrenar con el propósito de despertar su poder sagrado para derrotar a Ganon,[30] con ayuda de Link se dirige a las fuentes de la diosa Hylia para que le ayude a descubrir como usarlo.[31] Durante el «Gran Cataclismo» logra despertar su poder y encierra a Ganon en el castillo de Hyrule, hasta que Link lo derrota.[22][32]
- Ganon (ガノン?): Al igual que en la mayoría de los juegos de Zelda, es el principal villano de Breath of the Wild. Ganon reencarna en el cumpleaños de Zelda, dando inicios los eventos conocidos como el «Gran Cataclismo». Tras su regreso, corrompió a los guardianes y creó encarnaciones de sí mismo que usó para matar a los campeones y corromper a las bestias divinas,[26][33] logrando diezmar al reino de Hyrule, pero tras una batalla con Zelda queda encerrado cien años en el castillo.[34]

#### Secundarios

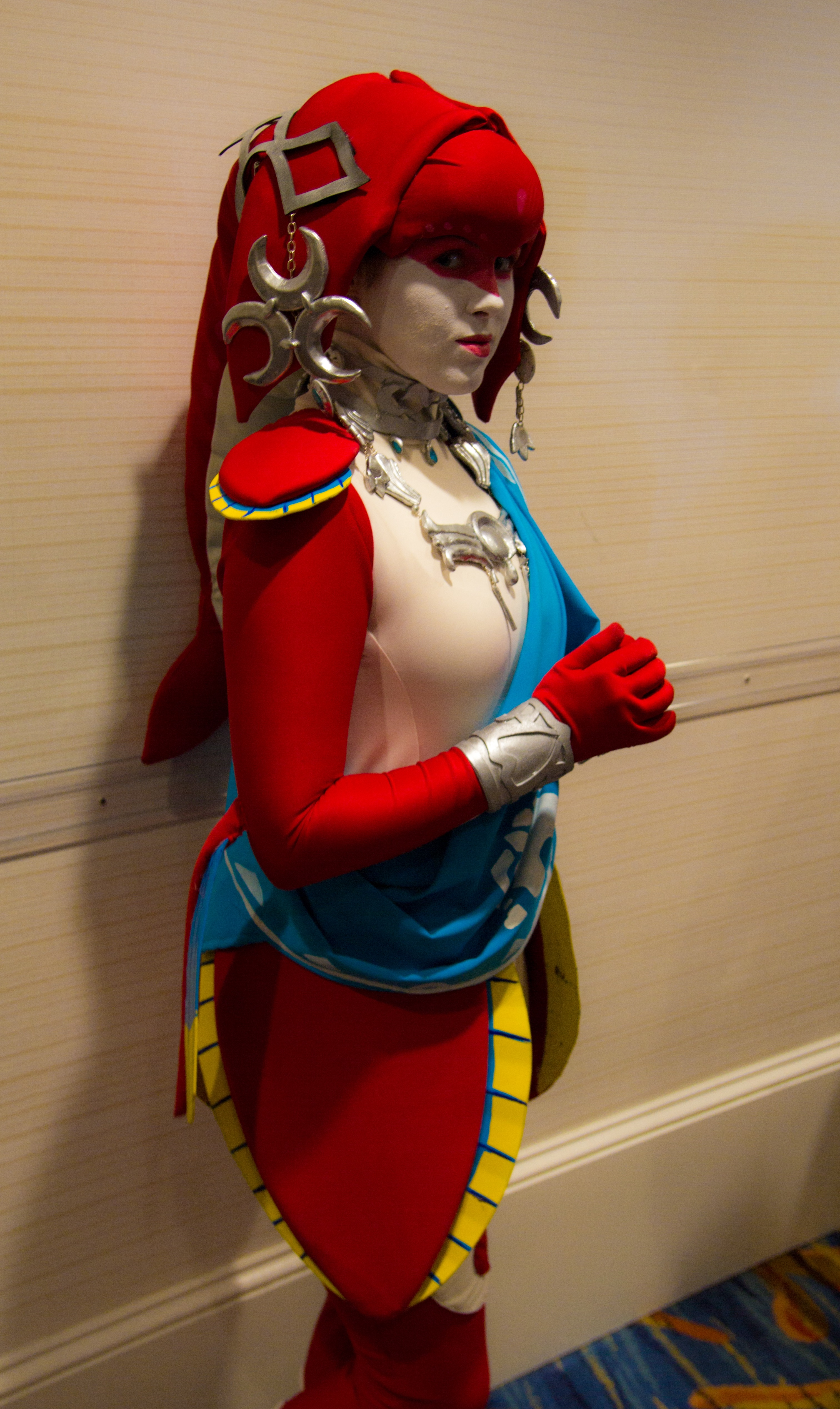
Cosplay de Mipha, la campeona zora.

- Rey Rhoam (ハイラル王 Rey Hyral?, voz de Bill Rogers en EE. UU.,[35] Octavio Rojas en Hispanoamérica):[36] Es el padre de Zelda y último rey de Hyrule, muere durante el «Gran Cataclismo».[37] Tras el despertar de Link se le aparece como un espíritu y le encomiendo salvar a Zelda.[24]
- Impa (インパ Inpa?, voz Andi Gibson en EE. UU.,[35] Yolanda Vidal en Hispanoamérica):[36] Era una asesora de la familia real de Hyrule. Tras la destrucción del castillo durante el «Gran Cataclismo» se volvió la líder de la aldea Kakariko. Ella guía a Link para recuperar sus recuerdos y derrotar a Ganon.[38]
- Daruk (ダルケル Darkel?, voz de Joe Hernandez en EE. UU.,[39] Ricardo Tejedo en Hispanoamérica):[40] Es un guerrero goron capaz de crear una barrera a su alrededor que lo protege. Fue elegido campeón y piloto de la bestia divina Vah Rudania por el rey Rhoam.[41] Durante el «Gran Cataclismo» muere a manos de una de las manifestaciones de Ganon, dejando a su espíritu sellado hasta que cien años después Link lo libera.[42][43]
- Revali (リーバル Rival?, voz de Sean Chiplock en EE. UU.,[44] Enzo Fortuny en Hispanoamérica):[45] Es un guerrero orni talentoso que tiene un carácter orgulloso y una personalidad sarcástica. Fue elegido campeón y piloto de la bestia divina Vah Medoh por el rey Rhoam.[41] Durante el «Gran Cataclismo» es asesinado de las manifestaciones de Ganon, dejando a su espíritu sellado en la bestia divina hasta que cien años después Link lo libera.[42][46]
- Mipha (ミファー Miffer?, voz de Amelia Gotham en EE. UU.,[47] Alondra Hidalgo en Hispanoamérica):[40] Es una princesa zora que cuenta con la habilidad de curar las heridas de otros. Tiene una personalidad amable y tímida. Fue elegida campeona y pilota de Vah Ruta por el rey Rhoam, siendo la primera capaz en controlar a la bestia divina.[41] Durante el «Gran Cataclismo» se enfrenta a una de las manifestaciones de Ganon y resulta derrotada, quedando su espíritu atrapado hasta que cien años después Link lo libera.[42][48]
- Urbosa (ウルボザ Urboza?, voz de Elizabeth Maxwell en EE. UU.,[49] Kerygma Flores en Hispanoamérica):[40] Era la matriarca de las gerudo, ella cuenta con la habilidad de controlar rayos. Ella acepta la encomienda de ser campeona y pilotar a Vah Naboris para enmendar el desprestigio que Ganon les dejó a las gerudo.[41] Durante el «Gran Cataclismo» es derrotada por una de las manifestaciones de Ganon, quedando su espíritu atrapado en la bestia divina hasta que cien años después Link lo libera.[50]

## Sistema de juego

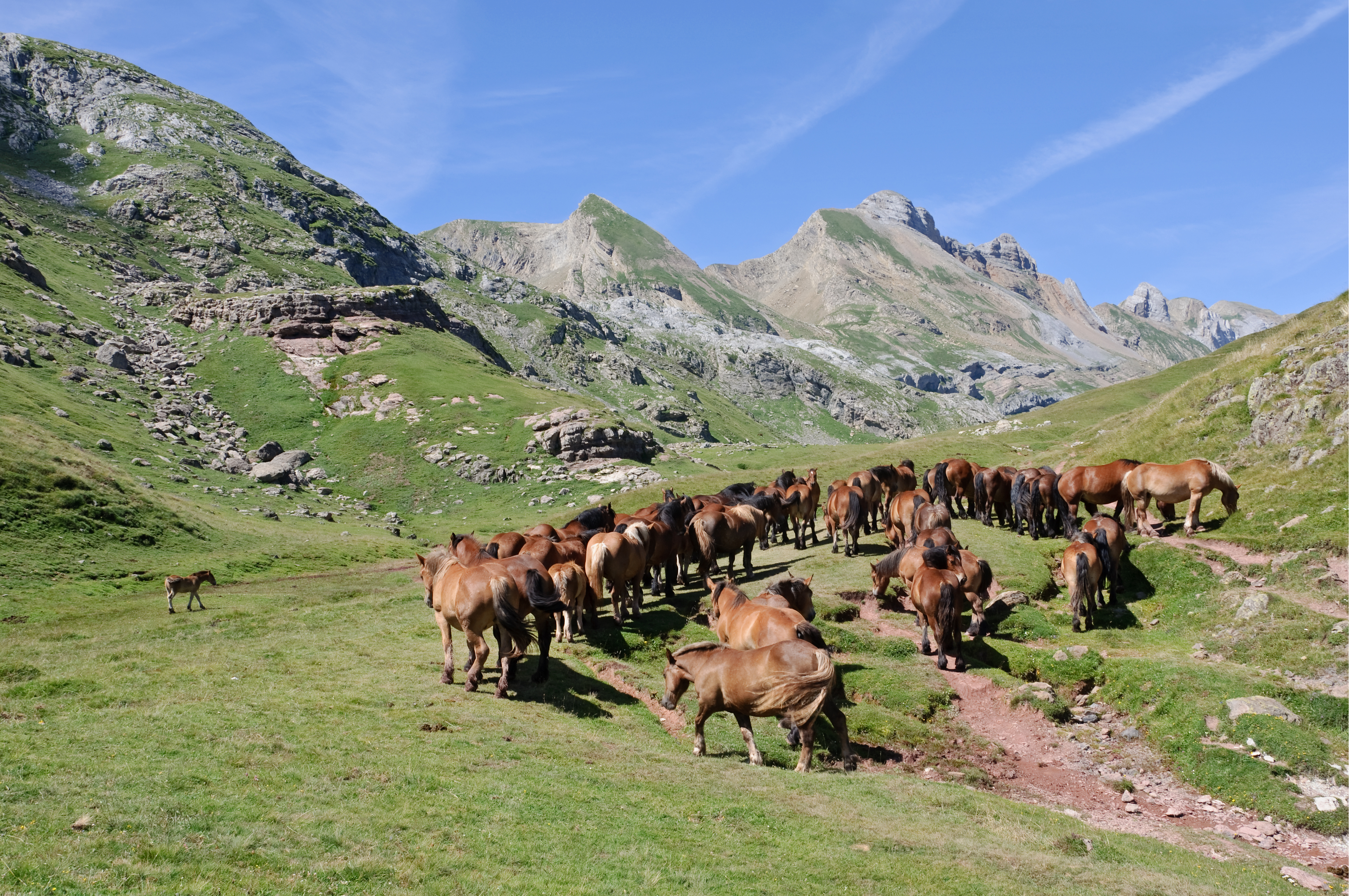
Uno de los medios de transporte son los caballos, siendo salvajes o domesticados.

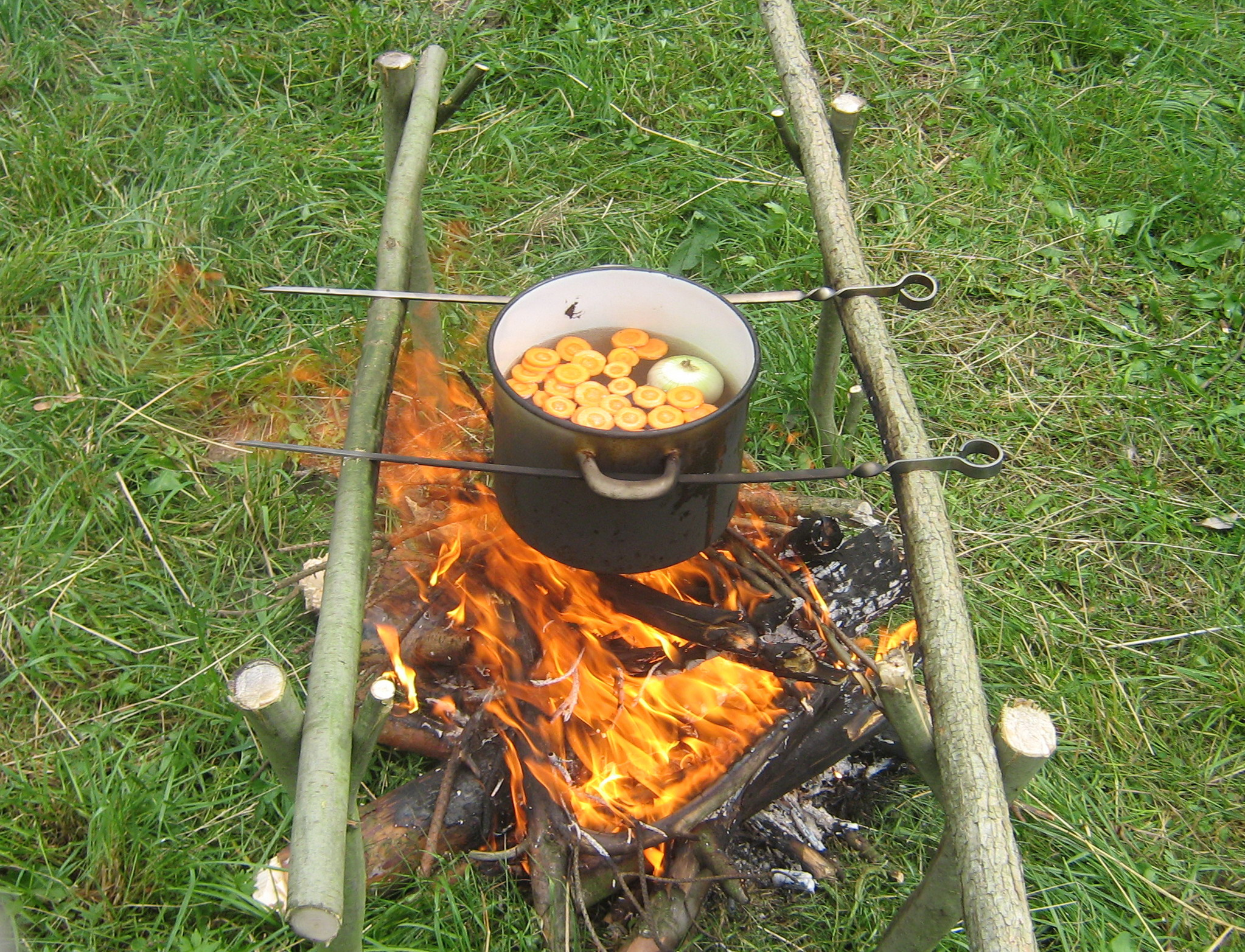
Una de las novedades del juego es la habilidad de cocinar, usando distintos materiales del entorno.

Breath of the Wild es un videojuego de acción-aventura ambientado en un mundo abierto donde los jugadores pueden explorar el reino de Hyrule mientras controlan a Link. El jugador controla a Link en una perspectiva en tercera persona y en un espacio tridimensional. En cuanto a su estructura, el juego no es lineal, por lo que se le dan pocas instrucciones al jugador y se pueden explorar libremente las áreas del juego, las cuales no tienen entradas o salidas definidas. Breath of the Wild introduce un motor de física lógico y realista, lo que permite a los jugadores abordar los problemas de diferentes maneras en lugar de tratar de encontrar una única solución. El motor de juego define las propiedades físicas de la mayoría de los objetos y controla cómo interactúan con el jugador y entre sí. Su enfoque de diseño da como resultado un mundo generalmente no estructurado e interactivo que recompensa la experimentación y permite la finalización no lineal de la historia.
El jugador puede viajar a través del mundo corriendo, escalando, nadando, planeando o a caballo, aunque las acciones están limitadas por la resistencia física de Link. Link puede obtener elementos del medio ambiente, incluidas armas, alimentos y otros recursos. A diferencia de los juegos anteriores de la saga Zelda, las armas en Breath of the WIld se degradan con el uso. Muchos objetos tienen múltiples usos; las armas de madera pueden ser usadas como antorchas y los escudos pueden usarse como tablas de snowboard improvisadas. Los jugadores pueden obtener comida cazando animales, recolectando frutas silvestres o recolectando partes de enemigos derrotados. Al cocinar combinaciones de alimentos o materiales, el jugador puede crear comidas y elixires que pueden reponer la salud y la resistencia de Link, o proporcionar bonificaciones de estado temporales como mayor fuerza o sigilo.
Una herramienta importante en el arsenal de Link es la tableta Sheikah, que se puede utilizar para marcar puntos de referencia en un mapa y como cámara en el juego, Link puede actualizarla para añadirle módulos que le otorgan nuevas habilidades como invocar bombas remotas a través de magia, manipular objetos metálicos, detener objetos de manera temporal y formar pilares de hielo en superficies acuosas. En combate, los jugadores pueden fijar objetivos para ataques más precisos, mientras que ciertas combinaciones de botones permiten movimientos ofensivos y defensivos avanzados.

## Desarrollo
El proyecto inició en 2010 con el objetivo de crear un nuevo juego de la saga para Wii U. Tras el lanzamiento de The Legend of Zelda: Skyward Sword en 2011, Aonuma recibió comentarios de jugadores que deseaban ver un mapa más interconectado que dé más posibilidades de explorar las áreas de juego. El 23 de enero de 2013, durante una presentación llamada Nintendo Direct, Aonuma manifestó que un nuevo título de Zelda estaba en desarrollo para Wii U y que el mismo desafiaría algunas de las convenciones de la serie. En una entrevista manifestó que una de las maneras con la que quería cambiar las convenciones de Zelda era reformar los calabozos y la resolución de rompecabezas, además de crear un mundo abierto.
Como Nintendo no había trabajado antes en un juego moderno de mundo abierto, tomaron como influencia características de The Elder Scrolls V: Skyrim. Antes del desarrollo completo, los desarrolladores diseñaron un prototipo en 2D interactivo para experimentar con rompecabezas basados en el motor físico Havok. Aonuma calificó al motor de física de Breath of the Wild como un desarrollo importante para la serie Zelda, comentando que «sustenta todo el mundo [del juego]» y hace que las cosas funcionen de una «manera lógica y realista», lo que permite a los jugadores abordar acertijos y problemas de diferentes maneras.
El juego fue desarrollado originalmente con características para la pantalla táctil del Wii U, pero los desarrolladores encontraron que «mirar hacia adelante y hacia atrás entre el Gamepad y la pantalla» distraía del juego. Las características se eliminaron completamente cuando el juego pasó al desarrollo en tándem en Switch y Wii U. El Wii U GamePad también afectó la animación; aunque Link es canónicamente zurdo, es diestro en el juego para que coincida con el esquema de control del GamePad, que tiene sus botones para mover la espada en el lado derecho. Según Nintendo, el mundo del juego es tan grande como lo que el hardware del Wii U soporta. Aonuma declaró que el diseño artístico se inspiró en el arte gouache y au plein air para ayudar a identificar el vasto mundo. Takizawa también ha citado el período Jōmon como inspiración para la antigua tecnología y arquitectura Sheikah que se encuentra en el juego. El paisaje del juego se basó en ubicaciones dentro y alrededor de Kioto, la ciudad natal del director del juego Hidemaro Fujibayashi, y fue diseñado parcialmente por Monolith Soft, empresa que ayudó con el diseño de niveles topográficos.
Breath of the Wild fue el primer juego de Zelda en usar actuación de voz durante las cinemáticas, aunque Link sigue siendo un protagonista silencioso. El equipo decidió grabar voces en off para todas las escenas en lugar de solo las escenas clave, como se planeó originalmente. La partitura original fue compuesta por Manaka Kataoka, Yasuaki Iwata y Hajime Wakai. Kataoka y Wakai habían trabajado anteriormente en los juegos de Zelda Spirit Tracks y The Wind Waker respectivamente.

## Lanzamiento

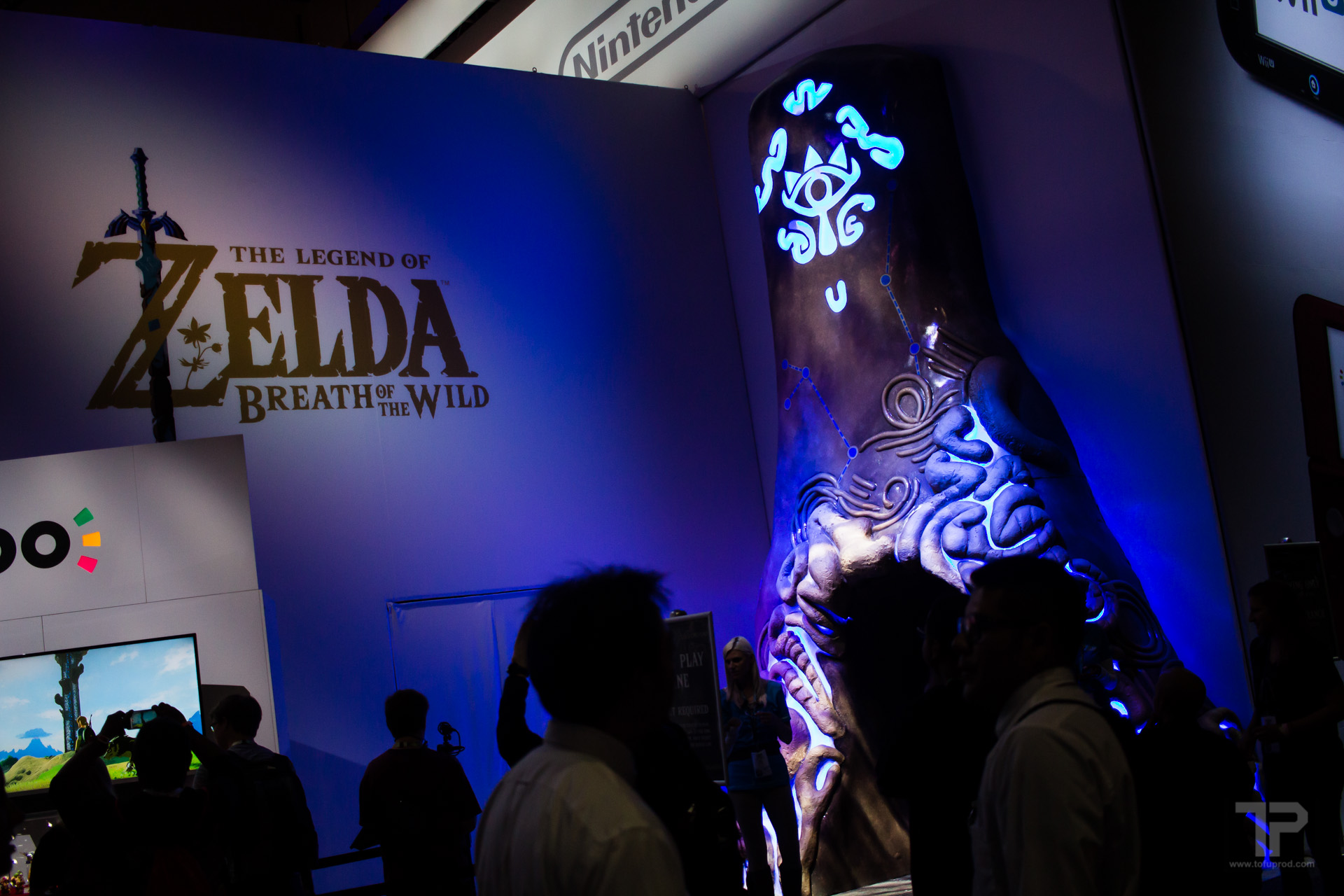
Legend of Zelda: Breath of the Wild en el E3 2016.

A finales de 2011 el creador de la saga, Shigeru Miyamoto, anunció la creación de un juego de Zelda para Wii U y que el desarrollo había comenzado en 2010. Aonuma reveló en enero de 2013 en un Nintendo Direct que estaban planeando hacer un juego de Zelda en alta definición para la consola Wii U. En una presentación del E3 2014, se revelaron por primera vez imágenes del juego, mostrándose gráficos de alta definición con un estilo artístico cel shading; el productor explicó que el juego desafiaría las convenciones de la serie, como el requisito de que los jugadores completen las mazmorras en un orden establecido y programando el lanzamiento para 2015. Antes de su presentación oficial, el videojuego recibió comentarios positivos, GameTrailers calificó a The Legend of Zelda: Breath of the Wild como uno de los videojuegos más esperados de 2015.
En marzo de 2015 el juego retrasó su lanzamiento para el año 2016 y no fue presentado en la E3 de ese año. En palabras del productor la fecha de lanzamiento «no era una prioridad», sino que su prioridad era crear «el juego de Zelda más completo y definitivo». En abril de 2016 se anunció un retraso del juego para el año 2017 y que tendría un estreno tanto para Wii U como para Nintendo Switch. Durante la feria de videojuegos E3 del año 2016, fue el principal producto promocionado por Nintendo, contando entre otras cosas con una zona de gameplay en la que la prensa pudo probar por primera vez la demo del juego. En la feria se revela el nombre oficial del juego Breath of the Wild.

### Contenido descargable
El 14 de febrero de 2017, Nintendo anunció que el juego iba a tener un pase de expansión que contenía 2 paquetes de contenido descargable, los paquetes eran The Master Trial y The Champion's Ballad. El primer paquete agregó una serie de desafíos conocidos como Trial of the Sword, una nueva dificultad en el juego conocida como «modo maestro», además agregó nuevas características y equipo. En diciembre de 2017 se lanzó The Champion's Ballad, que agregó nuevos santuarios, equipo y una historia enfocada en los campeones.

## Recepción

### Comercial
En 2016, Nintendo esperaba vender al menos dos millones de copias en todo el mundo para que el juego resultara rentable. Breath of the Wild batió récords de ventas para un juego de lanzamiento de Nintendo en varias regiones. En Japón, las versiones de Switch y Wii U vendieron un total de 230 000 copias en la primera semana de lanzamiento, y la versión de Switch se convirtió en el juego más vendido de esa semana. En Estados Unidos, Breath of the Wild fue el segundo videojuego más vendido durante su mes de lanzamiento. Además, se convirtió en el juego mejor vendido durante su lanzamiento en la historia de Nintendo, superando a Super Mario 64.
En marzo de 2017, Nintendo informó que se habían vendido más de 1.3 millones de copias en Estados Unidos, de las cuales 925 000 fueron de la versión de Switch, teniendo una tasa de vinculación del 100 % con la consola. Ese mismo mes la compañía nipona informó que había vendido 3.84 millones de copias de Breath of the Wild en todo el mundo, 1.08 millones para Wii U y 2.76 millones para Switch, superando las ventas globales de Switch (2.74 millones de consolas vendidas) en el mismo período. El presidente de Nintendo, Tatsumi Kimishima, dijo que la tasa de conexión de Breath of the Wild con Nintendo Switch no tuvo precedentes.
En marzo de 2018, el juego vendió 9.98 millones de copias, superando las ventas de Twilight Princess y transformándose en el juego más vendido de la franquicia. En septiembre de 2020, Breath of the Wild llevaba 42 meses consecutivos en el Top-10 de juegos más vendidos en Estados Unidos, teniendo 19.74 millones de copias vendidas en su versión de Nintendo Switch y 1.67 en su versión de Wii U.

### Crítica
Después de ser lanzado, el juego recibió gran aclamación entre crítica, siendo catalogado por varios medios como una «obra maestra» y uno de los mejores videojuegos de todos los tiempos. El agregador de reseñas de Metacritic lo calificó como el mejor juego de 2017. Tras su lanzamiento, Breath of the Wild se convirtió en el videojuego con mayor número de reseñas perfectas de la historia.
La libertad del mundo abierto que el título ofrecía y la interactividad que el jugador puede tener con este fue elogiada por distintos sitios. Jose Otero de IGN describió el mundo abierto como una «obra magistral», admirando la exploración que ofrece. GameSpot lo calificó como una «obra de arte verdaderamente mágica» que toma diseños y mecánicas perfeccionadas de otros juegos para «crear algo completamente nuevo». Chris Plante de The Verge dijo que mientras que los juegos anteriores de mundo abierto tendían a presentar desafíos prescritos, Breath of the Wild influiría en una nueva generación de juegos con variedad en la resolución de problemas.
Kotaku recomendó desactivar algunas funciones de la interfaz de usuario para envolverse en el mundo del juego. El diario Le Monde elogió la dirección visual, considerando a sus paisajes «majestuosos» y ser uno de los pocos videojuegos capaces de crear una atmósfera real. Nintendo Life calificó al diseño de sonido como «impresionante», opinando que fue «diseñado para integrarse con las acciones en el mundo en lugar de definirlas».
El juego fue criticado por sus debilidades técnicas especialmente en la versión de Wii U. Las principales críticas fueron el rendimiento inestable y la caída de los fotogramas por segundo, problema que fue solucionado en la versión de Nintendo Switch mediante una actualización. También fue criticada la baja calidad de los modelos y texturas.

### Premios
Tras su presentación en el E3 2016, Breath of the Wild recibió varios elogios de los Game Critics Awards y de publicaciones como IGN y Destructoid. Eurogamer, GameSpot, y Hobby Consolas lo incluyeron en sus listas de mejores juegos del E3 del respectivo año. A finales de 2016, Breath of the Wild recibió dos premios en la Gamescom, y ganó el premio al «juego más esperado» en The Game Awards 2016.
Después de su lanzamiento, Breath of the Wild ganó múltiples premios en The Game Awards 2017, incluido los premios de juego del año, mejor dirección de juego y mejor juego de acción-aventura, recibiendo también 4 nominaciones en la ceremonia por mejor dirección artística, mejor música, mejor audio y mejor diseño. En los DICE Awards de 2018, ganó varios premios incluido el de juego del año. Metacritic colocó a Breath of the Wild como uno de los mejores videojuegos de la década.

## Legado
Después del estreno de Breath of the Wild, distintos periodistas y figuras de la industria de videojuegos opinaron sobre cómo iba a influir en los futuros juegos de mundo abierto y a la saga Zelda. Benjamin Plich, diseñador de Assassin's Creed: Unity, dijo que creía que los desarrolladores se inspirarían en su enfoque de mundo abierto y la capacidad de explorar más libremente, mientras que la revista PC Gamer opinó que el juego estableció «un estándar que el resto del género debería vivir».
El 11 de junio de 2019, durante un Nintendo Direct con motivo del E3 2019, se anunció que el juego contaría con una secuela directa, ya que según su creador, Eiji Aonuma, el equipo de trabajo tenía muchas ideas para el contenido descargable del juego que no pudieron implementarse debido a limitaciones técnicas. Según el productor, la secuela se construirá sobre el mundo del original con una nueva historia y elementos de juego, también confirmaron que tuvieron influencias del videojuego Red Dead Redemption 2. En un Nintendo Direct del E3 de 2021, Nintendo anunció que la secuela se iba a lanzar en 2022. En marzo de 2022 se informó que la secuela iba a ser retrasada hasta 2023, posteriormente se confirmó la fecha de lanzamiento para el 12 de mayo de 2023 y que sería llamada The Legend of Zelda: Tears of the Kingdom.
El 8 de septiembre de 2020, Nintendo anunció que el juego tendría una precuela llamada Hyrule Warriors: Age of Calamity ambientada durante el «Gran Cataclismo», 100 años antes de los eventos de Breath of the Wild. La precuela se estrenó el 20 de noviembre de 2020 en Nintendo Switch.